# Rolf Julin (pallanuotista)
Rolf Julin (Stoccolma, 14 aprile 1918 – Helsingborg, 26 luglio 1997) è stato un pallanuotista svedese che ha partecipato alle Olimpiadi estive del 1948, assieme al fratello Åke.
Era il figlio del pallanuotista olimpionico Harald Julin.